# Reumafactor
Reumafactoren (RF) is een verzamelnaam van een groep auto-antistoffen (IgM, IgG, IgA, IgE). Ze zijn gericht tegen lichaamseigen IgG-antistoffen en zijn voor het eerst beschreven in hoge concentraties bij patiënten met reumatoïde of reumatische artritis (RA).
Ook bij gezonde mensen kunnen deze reumafactoren aangetroffen worden in het bloed. In het algemeen worden waarden hoger dan 20 IU/ml als afwijkend beschouwd.
Patiënten met RA waar deze factoren niet kunnen worden aangetoond hebben vaak een milder ziekte verloop dan wanneer ze wel aanwezig zijn.
De hoogte van de spiegels is vaak gerelateerd aan het ziekte beloop.
Reumafactor kan een cryoglobuline zijn, en dus neerslaan bij koude. Dat neerslaan kan extra symptomen (zoals vaatwandontsteking) veroorzaken.
De fysiologische functie van RF is waarschijnlijk het tot stand laten komen van en het verwijderen van immuuncomplexen van antistoffen.
Door deze fysiologische functie en het voorkomen van RF bij gezonde mensen geeft het testen op RF in het bloed maar beperkte informatie: aanwezigheid is geen bevestiging voor het hebben van RA en afwezigheid sluit het hebben van RA niet uit. Het is daarom dan ook dat er vaak meerdere testen meegenomen dienen te worden voor de diagnose RA gesteld kan worden. Een van de testen die daar bij ondersteunt is het meten van antistoffen tegen cyclisch gecitrullineerd peptide (CCP-antistoffen).